# Batalha da passagem de Shanhai

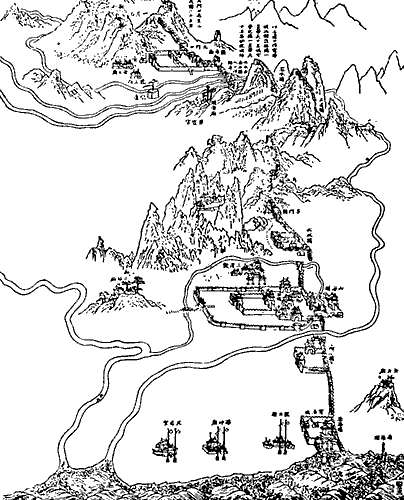
Uma velha ilustração chinesa da batalha de Shanhai

A Batalha da Passagem de Shanhai, ocorrida em 27 de maio de 1644 na passagem de Shanhai (Shanhaiguan, 山海關) no extremo oriental da Grande Muralha Chinesa, foi uma batalha decisiva que conduziu à formação da dinastía Qing na China. Ali, o príncipe-regente de Qing, Dorgon, aliou-se com o ex-general da Dinastia Ming, Wu Sangui, para derrotar ao líder rebelde Li Zicheng da dinastía Shun, o que permitiu que Dorgon e os Manchus conquistassem rapidamente Pequim e substituíssem à dinastia Ming.

## Antecedentes

### Ascensão do Manchus
À medida que a dinastia Ming declinava e a ameaça dos inimigos do norte aumentava, os imperadores Ming viam o valor estratégico da Passagem de Shanhai e muitas vezes guardavam tropas lá, exércitos que às vezes chegavam a 40.000 homens Sob o imperador Hung Taiji (r 1626 – 1643), o Qing tornou-se mais agressiva contra Ming. Após um cerco intermitente que durou mais de dez anos, os exércitos Qing liderados por Jirgalang capturaram Songshan e Jinzhou no início de 1642. A guarnição do general Ming Wu Sangui em Ningyuan se tornou o único grande exército interposto entre as forças Qing e a capital Ming em Beijing. No verão de 1642, um exército Qing conseguiu atravessar a Grande Muralha e arrasou o norte da China por sete meses antes de se aposentar em maio de 1643, com prisioneiros e saques, sem ter lutado contra nenhum grande exército Ming.
Em setembro de 1643, Hung Taiji morreu repentinamente, sem ter nomeado um herdeiro. Para evitar um conflito entre dois candidatos fortes à sucessão, o filho mais velho de Hong Taiji Hooge e o irmão agnático de Hung Taiji, Dorgon, um líder militar comprovado, um comitê deliberativo escolheu passar o trono para o filho de cinco anos de Hong Taiji, Fulin e nomeou Dorgon e Jirgalang como co-regentes . Como Jirgalang não tinha ambição política, Dorgon se tornou o principal governante do governo Qing.

### A queda de Beijing
Quando Dorgon e seus conselheiros estavam pensando em como atacar os Ming, rebeliões camponesas assolavam o norte da China e ameaçavam a capital Ming de Beijing . Em fevereiro de 1644, o líder rebelde Li Zicheng fundou a dinastia Shun em Xi'an e se proclamou rei. Em março, seus exércitos capturaram a importante cidade de Taiyuan em Shanxi .
Vendo o progresso dos rebeldes, em 5 de abril, o Imperador Ming de Chongzhen solicitou a ajuda urgente de qualquer comandante militar do império. Ansioso por garantir a lealdade de sua elite militar, em 11 de abril concedeu o título de "conde" a quatro generais, incluindo Wu Sangui e Tang Tang Tong ]. (唐 通). Tang Tong, o único desses novos contadores que estava em Beijing, reorganizou as defesas da capital e, com um eunuco chamado Du Xun (杜 勳), foi fortalecer a passagem de Juyong, o último bastião que protegia o acesso norte a Beijing. Em 22 de abril, a corte Ming soube que Tang Tong havia se rendido a Li Zicheng no dia anterior e que o exército rebelde estava agora em Changping, sessenta e cinco quilômetros a noroeste de Beijing.
Li e seu exército chegaram aos subúrbios da capital em 23 de abril, mas em vez de montar um ataque em larga escala contra as muralhas da cidade, Li enviou o recém-entregue eunuco Du Xun para ver o Imperador na esperança de garantir sua rendição O monarca recusou a proposta. Em 24 de abril, Li Zicheng derrubou os muros de Pequim; o imperador se enforcou no dia seguinte em uma colina atrás da Cidade Proibida . Ele foi o último imperador Ming que reinou em Beijing.

### Wu Sangui
Logo após o imperador pedir ajuda, o poderoso general Ming Wu Sangui deixou sua fortaleza de Ningyuan ao norte da Grande Muralha e começou a marchar em direção à capital. Em 26 de abril, seus exércitos haviam atravessado as fortificações da passagem de Shanhai, no extremo leste da Grande Muralha, e marcharam para Pequim quando souberam que a cidade havia caído. Ele voltou ao Shanhai Pass. Li Zicheng enviou dois exércitos para atacar a passagem, mas as tropas de Wu os derrotaram facilmente nos dias 5 e 10 de maio. Para garantir sua posição, Li estava determinado a destruir o exército de Wu. Em 18 de maio, ele pessoalmente liderou 60.000 soldados fora de Pequim para atacar Wu.  Enquanto isso, Wu Sangui estava escrevendo para Dorgon para solicitar a ajuda dos Qing para expulsar os bandidos e restaurar a dinastia Ming.
A partida de Wu Sangui do Bastião Ningyuan havia deixado todo o território fora da Grande Muralha, sob o controle de Qing. Os conselheiros chineses de Dorgon Hong Chengchou e Fan Wencheng (范文 程) instaram o príncipe Manchu a aproveitar a oportunidade da queda de Pequim para reivindicar o mandato do céu para a dinastia Qing.  Portanto, quando Dorgon recebeu a carta de Wu, ele já estava liderando uma expedição para atacar o norte da China e não tinha intenção de restaurar a dinastia Ming. Dorgon pediu a Wu que trabalhasse para os Qing e Wu não teve escolha a não ser aceitar.

## A batalha

### Preparativos para a batalha
Em 25 de maio, Li Zicheng posicionou seus homens ao longo do rio Sha (沙河), alguns quilômetros a oeste das fortificações do Shanhai Pass. Ele podia observar o campo de batalha de uma colina próxima, acompanhado por dois jovens príncipes Ming, a quem ele havia feito refém.  Wu Sangui designou dois tenentes de confiança para a defesa das muralhas norte e oeste do Shanhai Pass, e deixou as milícias lideradas pela alta burguesia protegerem o muro leste da guarnição.  Ele então enviou suas tropas perto do rio Sha para enfrentar o exército de Li Zicheng.
Também em 25 de maio, Dorgon recebeu uma carta de Wu Sangui declarando que Wu estava disposto a se render aos Qing em troca da ajuda de Dorgon para suprimir as forças de Li Zicheng. Imediatamente colocando suas tropas em uma marcha forçada em direção ao Shanhai Pass, Dorgon e o exército Qing percorreram rapidamente cerca de 150 quilômetros.  A caminho do Shanhai Pass, eles encontraram Tang Tong, que recebeu ordens de atacar Wu Sangui por trás com algumas centenas de homens.  As forças do ex-general Ming foram praticamente aniquiladas pelo exército Qing e, embora Tang Tong tenha conseguido escapar, ele logo se rendeu aos Qing.  Ao entardecer de 26 de maio, as forças de Dorgon se estabeleceram a oito quilômetros do desfiladeiro e dormiram com suas armaduras até meia-noite, quando acordaram novamente para continuar marchando.  Tendo instruído seus irmãos Ajige e Dodo a guiar duas asas de dez mil homens cada para proteger seus flancos, Dorgon dirigiu sua principal força em direção ao desfiladeiro.

### Número de tropas
O número de tropas que participaram da batalha não é claro e tem sido objeto de controvérsia. As primeiras fontes de Qing tendem a inflar o número de tropas de Li Zicheng porque queriam enfatizar a habilidade militar de Qing contra os Shun; essas fontes afirmam que o exército de Li Zicheng tinha até 200   000 homens Os historiadores modernos em grande parte esvaziaram esses números: dê um número de 60   000 homens para o exército de Li, enquanto Frederick Mote afirma que Li tinha mais de 100   000 tropas sob seu comando.
As avaliações das forças de Wu variam de 40   000 e 80   000, até um total de 100   000 quando as unidades da milícia são contadas. Wakeman alega que o "exército regular" de Wu tinha 40   000 homens, mas que ele comandou "50   Mil tropas próprias "e conseguiu reunir 50   000 homens da milícia local. Mote, por outro lado, afirma que Wu tinha 80 anos   000 homens guarnecidos em Ningyuan quando ele deixou a cidade para Shanghaiguan em abril de 1644, e entre 20   000 e 30   000 milicianos também o procuraram sem solicitá-lo no dia da batalha do Shanhai Pass. Angela Hsi, enquanto isso, cita uma fonte contemporânea para argumentar que Wu liderou   000 soldados ("uma das melhores forças militares da época") e assistida por 70   000 moradores de Liaodong (遼東), "que eram considerados excelentes lutadores".

## Consequências
Na noite de 27 de maio, Li e seu exército principal ficaram em Yongping (永平) a caminho de Pequim, enquanto muitos de seus oficiais e soldados fugiram para a capital. No dia seguinte, ele se retirou para Pequim, onde chegou em 31 de maio. Ele então deixou suas tropas saquearem as residências oficiais da capital e dos escritórios do governo. Em 3 de junho, como "último gesto de desafio" após sua derrota decisiva, Li se declarou oficialmente Imperador do Grande Shun no Palácio Wuying (武英殿). Após 42 dias em Pequim, Li Zicheng incendiou o complexo do palácio imperial e deixou a capital para fugir para o oeste.  A população de Pequim matou quase dois mil rebeldes que não haviam fugido.
Em 5 de junho, a população de Pequim se preparou para receber aqueles que derrotaram Li Zicheng. Os anciãos e oficiais que deixaram a cidade esperando para cumprimentar Wu Sangui e o aparente herdeiro Ming ficaram surpresos quando o líder do exército vitorioso acabou por ser o príncipe regente Dorgon dos Qing. Dorgon e sua comitiva dirigiram-se a Donghua Gate (東華門), um portão oriental da Cidade Proibida, para receber as insígnias imperiais; Dorgon foi escoltado ao Palácio Wuying por antigos guarda-costas imperiais Ming, que haviam se submetido a Li Zicheng, mas agora juravam servir aos Qing. Dorgon deu as boas-vindas ao imperador Shunzhi em Pequim em 19 de outubro. O jovem monarca foi oficialmente entronizado como Imperador da China em 8 de novembro de 1644, marcando o momento em que os Qing assumiram o mandato do céu .

## Cronologia
A batalha da passagem de Shanhai ocorreu em 27 de maio de 1644, mas foi precedida e seguida por uma série de eventos que deram à batalha um significado histórico especial. Essa cronologia apresenta esses eventos. Todas as datas são do ano de 1644.
- 8 de fevereiro: no Ano Novo, Li Zicheng funda a dinastía Grande Shun em Xi'an e proclama-se a si mesmo Rei (wang 王).[28] Mote, Mote.
- 17 de fevereiro: Jirgalang cede voluntariamente o controle de todos os assuntos oficiais a seu co-regente[Dorgon]].[29]
- 5 de março: Dorgon envia uma carta amistosa a Li Zicheng propondo-lhe que "desenhem um plano comum para unir suas forças" contra o Ming.[13]
- 17 de março: pessoalmente liderado por Li Zicheng, o exército de Shun captura a Taiyuan (Shanxi) e executa a altos servidores públicos e membros da família imperial. Resto da informação: </ref>Mote, 1999</ref>
- 5 de abril: ao ver o progresso dos exércitos rebeldes no norte de Chinesa, o  Imperador Chongzhen faz um chamado à ajuda imediata de qualquer comandante militar do império.[7]
- 6 de abril: Wu Sangui, um poderoso general Ming, ordena-se-lhe mover suas forças da cidade fortificada de Ningyuan a Shanhai Pass (no extremo oriental da  Grande Muralha), onde poderia proteger melhor a capital.[8]  A transferência de tropas, feita por barco desde um porto em Liaoxi (遼西), levaria dez dias.  A saída de Wu de Ningyuan, onde Ming tinha sido derrotada. Fundador de Qing Nurhaci em 1626, deixa todo o território fora da Grande Muralha baixo o controle de Qing.
- 11 de abril: desesperado por conseguir apoio militar, o imperador de Chongzhen nomeia a Wu Sangui. (唐通), e outros dois condes gerais (bo 伯).  Wu converte-se assim em "Earl who Pacified the West" (pingxi bo 平西伯).[30]  Tang Tong, o único conde que se encontrava em Pequim, reorganiza as defesas da capital e se vai colocar no passo Juyong, a última fortificação que defende o enfoque norteño de Pequim.
- 21 de abril: O exército do norte de Li Zicheng chega ao passo Juyong; Tang Tong rende-se sem lutar.
- 22 de abril: Li Zicheng captura a Changping nas afueras do norte de Beijing; queima algumas das Tumbas imperiais Ming.[31] A corte de Chongzhen escuta que Tang Tong se rendeu no dia anterior.".[10]
- 23 de abril: O exército de Li Zicheng chega aos suburbios ocidentais de Beijing e começa a atacar as muralhas da cidade.[32]  Li não ordena um assalto a grande escala porque espera que o imperador se renda.
- 24 de abril: um eunuco abre uma das portas da cidade às tropas de Li Zicheng.[33]  Os homens de Li invadem rapidamente a cidade do sul.[34]
- 25 de abril: o imperador de Chongzhen se suicida numa colina por trás da Cidade Proibida.
- 26 de abril: tendo chegado a Fengrun (豐潤) a metade de caminho da capital desde o Passo Shanhai, Wu Sangui inteira-se de que a capital tem caído; regressa para fortificar o Passo Shanhai.[11]
- 3 de maio: Li Zicheng envia ao recentemente entregado general Tang Tong para atacar a Wu Sangui no passo de Shanhai.[12]
- 5 de maio: Wu Sangui foge do exército de Tang Tong.
- 10 de maio: O exército derrotado de Tang Tong regressa ao passo de Shanhai com reforços liderados por Bai Guang'em (白廣恩), mas seu exército conjunto é derrotado de novo por Wu Sangui.
- 13 de maio: as palavras chegam à capital Qing de Mukden que Li Zicheng tem estado maltratando a antigos oficiais Ming e à população de Beijing. Grande Secretário Fã Wencheng (范文程) utiliza estas notícias para argumentar a favor de uma intervenção de Qing em Chinesa.  Dorgon aceita montar uma expedição militar para castigar aos rebeldes e ocupar as Planícies Centrais.[35]
- 14 de maio: Dorgon dirige o "Grande Exército" de Qing fora de Mukden e começa a marchar para o sul, para a Grande Muralha.
- 18 de maio: após a derrota de duas de seus exércitos uns dias dantes, Li Zicheng deixa Beijing com um grande exército para tomar o Passo Shanhai ele mesmo.[36]
- 20 de maio: dois dos lugartenientes de Wu Sangui chegam ao acampamento de Dorgon no rio Liao levando uma mensagem pedindo aos Manchus que ajudem a Wu a derrotar aos bandidos de Li Zicheng e a restaurar a dinastía Ming a mudança de "grandes ganhos" (大利).[37]  Mais tarde nesse mesmo dia, os Manchus ouviram pela primeira vez que o imperador de Chongzhen estava morrido.  Dorgon envia uma carta a Wu Sangui pedindo-lhe a Wu que se renda aos Qing a mudança de ajuda para destruir aos rebeldes Shun. Ainda nesse dia, mas como resultado de planos anteriores, pequenos grupos de tropas Qing começam a cruzar a Grande Muralha para distribuir proclamas escritas anunciando que os Qing não danificarão à população e só matarão aos bandidos de Li Zicheng.[2]
- 25 de maio: Dorgon recebe uma carta confirmando que Wu Sangui tem aceitado trabalhar para os Qing: leva a seu exército numa marcha forçada para o Passo Shanhai.[15] Para a mesma data, o exército de Li Zicheng já está a acampar nas afueras do passo de Shanhai, cerca do rio Sha, a poucos quilómetros ao oeste da guarnición do passo de Shanhai; Wu Sangui envia suas tropas para enfrentar-se a ele ali.[14]
- 26 de maio: após percorrer mais de 150 quilómetros em 24 horas, as tropas de Dorgon instalam-se a oito quilómetros do Passo para descansar umas horas. Acordam-se a meia-noite para seguir marchando.
- 27 de maio: Batalha do Passo de Shanhai.
- 28 de maio: Li Zicheng retira-se de Yongping para Beijing.[19]  Dorgon eleva a Wu Sangui de Conde a Príncipe; as tropas restantes de Wu barbeiam-se a cabeça e unem-se às forças Qing.
- 31 de maio: Li Zicheng volta a Pequim com suas tropas, que procedem a saquear a capital.[21]
- 3 de junho: Li Zicheng declara-se oficialmente Imperador da Grande Shun.
- 4 de junho: após seis semanas em Pequim, Li Zicheng prende fogo aos palácios imperiais e abandona a capital para fugir para o oeste.
- 5 de junho: as tropas Qing são bem-vindas na capital; a população de Pequim está conmocionada porque esperava que Wu Sangui trouxesse de volta ao herdeiro Ming aparente.[24]
- 19 de outubro: o Imperador Shunzhi chega a Beijing pela Porta de Zhengyang, onde é recebido por Dorgon.[26]
- 8 de novembro: celebra-se um ritual formal de entronización para o Imperador de seis anos: agora é Imperador de Chinesa.[27]